# John S. Gibson

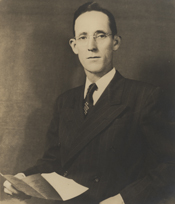
John S. Gibson

John Strickland Gibson (* 3. Januar 1893 bei Folkston, Charlton County, Georgia; † 19. Oktober 1960 in Douglas, Georgia) war ein US-amerikanischer Politiker. Zwischen 1941 und 1947 vertrat er den Bundesstaat Georgia im US-Repräsentantenhaus.

## Werdegang
John Gibson besuchte die öffentlichen Schulen seiner Heimat. Nach einem anschließenden Jurafernstudium bei der La Salle Extension University in Chicago und seiner im Jahr 1922  erfolgten Zulassung als Rechtsanwalt begann er in Douglas in seinem neuen Beruf zu arbeiten. Von 1928 bis 1934 war er Staatsanwalt am städtischen Gericht von Douglas. Danach übte er zwischen 1934 und 1940 die gleiche Tätigkeit im Gerichtsbezirk von Waycross aus.
Politisch war Gibson Mitglied der Demokratischen Partei. Bei den Kongresswahlen des Jahres 1940 wurde er im achten Wahlbezirk von Georgia in das US-Repräsentantenhaus in Washington, D.C. gewählt, wo er am 3. Januar 1941 die Nachfolge von Florence Reville Gibbs antrat. Nach zwei Wiederwahlen konnte er bis zum 3. Januar 1947 drei Legislaturperioden im Kongress absolvieren. Diese waren von den Ereignissen des Zweiten Weltkrieges und dessen unmittelbaren Folgen bestimmt. Im Jahr 1944 war Gibson maßgeblich an der Verabschiedung der sogenannten G.I. Bill beteiligt.
Für die Wahlen des Jahres 1946 wurde John Gibson von seiner Partei nicht mehr für eine weitere Legislaturperiode nominiert. In den folgenden Jahren bis zu seinem Tod am 19. Oktober 1960 arbeitete er wieder als Rechtsanwalt. Seit 1917 war er mit Bessie Thomas verheiratet.